# Válega
Válega es una freguesia portuguesa del concelho de Ovar, con 26,64 km² de superficie y 6.742 habitantes (2001). Su densidad de población es de 253,1 hab/km².